# Roger Carl Young
Pour les articles homonymes, voir Roger Young et Young.
Roger Carl Young (né le 7 mars 1941) est un homme politique canadien de l'Ontario. Il est député fédéral libéral de la circonscription ontarienne de Niagara Falls de 1974 à 1979.

## Biographie
Né en Niagara Falls] en Ontario, Young est avocat de métier.
Élu en 1974, il devient secrétaire parlementaire du ministre de la Justice et procureur général de 1977 à 1978 et du Solliciteur général de 1978 à 1979.
Pendant son mandat, il siège sur plusieurs comités permanents dont celui sur l'Agriculture, sur la Radiodiffusion, du Cinéma et de l'aide aux Arts, sur les Pêches et la Foresterie, sur les Affaires indiennes et le Développement du Nord, sur le Travail, la Main-d'œuvre et l'Immigration et sur celui sur les Ressources naturelles et les Travaux publics.
Peu avant son élection en 1974, il sert comme assistant spécial et plus tard assistant exécutif du ministre de l'Énergie, des Mines et des Ressources naturelles J. J. Greene (1968-1970). Après sa défaite en 1979, il est chef de cabinet du président du Conseil privé de la Reine et leader du gouvernement à la Chambre des communes Yvon Pinard de 1981 à 1984. Il se joint comme arbitre des Services publics et des Relations de travail afin de régler les litiges entre Conseil du Trésor et les syndicats de fonctionnaires de 1984 à 1991. Il poursuit ensuite sa carrière d'arbitre dans le secteur privé jusqu'à sa retraite en 2009.